# Диверсифікація тварин
Комплексний аналіз новітніх палеонтологічних і молекулярно-генетичних даних підтвердив, що  кембрійському вибуху (раптовій появі більшості сучасних типів тварин на початку — середині  кембрію, близько 540—500 млн років тому) передував період «прихованої»  еволюції тваринного царства тривалістю у чверть мільярда років. Диверсифікація надтипів, типів і класів тварин почалася в  кріогеновому періоді близько 800 млн років тому і продовжилася в наступному, едіакарському періоді (635—542 млн років тому). Протягом едіакарію тривав процес зростання  концентрації кисню в морській воді, що, мабуть, було важливою передумовою появи наприкінці цього періоду активних хижаків, що, в свою чергу, стимулювало глобальну перебудову  морських екосистем і паралельне придбання  мінералізованого скелета багатьма групами тварин.